# PSR B1509-58
PSR B1509-58 est un pulsar jeune situé dans la constellation du Compas.
Il a d'abord été détecté comme source de rayons X par le satellite Uhuru, puis comme source pulsante par le satellite Einstein en 1982, avec une période de 150 millisecondes. Il a peu après été découvert dans le domaine radio. Cependant son émission radio est relativement faible et sa découverte dans le domaine radio n'aurait sans doute pas été possible sans sa découverte préalable dans le domaine des rayons X. C'est un des rares pulsar gamma connus à ce jour (2007).
L'âge caractéristique de ce pulsar est très faible, environ 1500 ans, ce qui en fait un des pulsars les plus jeunes de notre Galaxie.
Il est situé au centre d'un rémanent de supernova, RCW 89, mais certaines incertitudes demeurent quant à la nature de l'association entre le rémanent et le pulsar. En effet, l'étude du rémanent lui confère un âge de l'ordre de 10 000 ans, donc considérablement plus élevé que celui du pulsar. S'il est facile d'envisager qu'un pulsar soit plus jeune que son âge caractéristique (en raison de l'incertitude sur sa période de rotation initiale, voir Âge caractéristique pour plus de détails), il est plus difficile d'imaginer que celui-ci puisse être beaucoup plus vieux. Une possibilité serait que son indice de freinage soit très significativement inférieur à 3, comme c'est le cas pour le Pulsar de Vela, mais ce n'est pas le cas ici (il est mesuré à 2,8±0,2). Le rémanent RCW 89 pourrait éventuellement être physiquement associé au pulsar, mais issu d'une explosion de supernova plus ancienne, par exemple celle d'un éventuel compagnon de ce pulsar, qui serait désormais invisible.
Il a été suggéré que ce pulsar soit issu de l'explosion de la supernova historique SN 185, mais cette hypothèse reste relativement marginale. Un autre rémanent, RCW 86, voisin de celui de PSR B1509-58, est considéré comme le rémanent le plus probable de cette explosion, si l'on se fie au témoignage historique relatant la position (difficile à estimer avec certitude) du nouvel astre observé à l'époque.